# 萨缪尔·约瑟夫·阿格农
薩繆爾·約瑟夫·阿格農（英語：Samuel Josef Agnon，1888年8月8日—1970年2月17日），以色列作家，1966年獲諾貝爾文學獎。

## 生平
阿格農原名恰奇克斯（Samuel Josef Czaczkes）。生于波兰东加里西亚的小镇布察兹，後移居耶路撒冷。最早用意第緒語寫作，後改用希伯來文。1907年─1913年在巴勒斯坦一帶從事文學活動。所作長篇小說《出嫁》描寫奧匈帝國加利西亞猶太人的生活。後去柏林、萊比錫等地從事寫作兼做出版工作。作品大多表現歐洲猶太人的生活，如小說集《新婚的華蓋》、《海洋深處》、《夜間來客》。後期寫以色列人的生活，強調猶太民族傳統，如《昨天和前天》等。獲1966年諾貝爾文學獎。1970年2月，阿格农以82岁高龄辞世。

## 榮譽
- 1966年諾貝爾文學獎
- 曾獲威希修獎金，兩獲比爾里克獎，兩獲以色列獎。

## 作品

### 長篇小說:
- 《婚禮的華蓋》
- 《一個簡單的故事》
- 《語古南伊和譯伊》
- 《訂婚記》

### 中篇小說:
- 《願把斜坡變平原》
- 《大海深處》

### 作品在台灣的出版
- 徐進夫/譯，《當代以色列小說選》，台北市：台灣商務，1971年。
- 諾貝爾文學獎全集編譯委員會/編譯，《蘇羅可夫/艾格農》，台北市：九五文化，1981年。

### 作品在中國大陸的出版
- 《一個簡單的故事》，上海譯文出版社，2004年。
- 《婚礼华盖》，漓江出版社，1995年